# Ana Maria Badell Lapetra
Ana Maria Badell Lapetra (Santander, 1932 - Madrid, 2014) fue una escritora e ilustradora de cuentos infantiles española.

## Trayectoria
Estudió Ingeniería Técnica Agrícola. Se interesó por el paisajismo y la arquitectura, entre otras materias.
El Museo ABC conserva 41 dibujos de Badell que son las ilustraciones del cuento Quinita la Trapisonda, escrito por ella misma y publicado en ABC a lo largo de 1958 y 1959. Su estilo como ilustradora es ágil, sencillo de línea y composición, narrativamente eficaz.
En 1968 fue invitada a presidir el jurado español de Eurovisión.
Publicó en 1969 La historia de un perro, relato dedicado a los niños que fue ampliamente reseñado por la prensa de la época. Otros libros suyos son Las monjas, esas mujeres (1966),Sor Ada (1967),y La tierra es un ser vivo (2004).
La novela Las nuevas colegialas, publicada en 1968, se considera heredera de la tradición de Celia en el colegio, novela escrita por Elena Fortún, de novelas ambientadas en los internados femeninos.
En 1979 participó en la organización de un homenaje a Carmen Conde por su elección como académica de la Real Academia de la Lengua Española, junto a Rosa Chacel, Elena Soriano, Marta Portal, Concha Zardoya, Gloria Fuertes, Carmen Bravo-Villasante, y Ernestina de Champourcin, entre otras.

## Vida personal
En 1957 se casó con el arquitecto Miguel Fisac a quien conoció en un curso de paisajismo cuando dio una charla titulada “La incorporación de la arquitectura a la ciudad” celebrada el 22 de noviembre de 1955 en la Escuela Técnica Superior de Arquitectura de Madrid. Los presentó su tío, el arquitecto José María Marañón Posadillo (hermano de Gregorio Marañón) y los casó el padre Félix García que había prologado su primer libro Jesús Niño, publicado en 1955. La boda se celebró en 1957 en la iglesia de los Jerónimos. La pareja tuvo tres hijos, Anaïck, Taciana y Micael Fisac.

## Reconocimientos
- Premio de Novela del Monte de Piedad y Caja de Ahorros de Córdoba 1977 por su novela Hasta mañana, dolor[12]
- Premio Asturias de novela, concedido por la Fundación Dolores Medio de 1987 por la novela Hijos de un largo viento.[13] La publicación del libro fue prologada por Francisco Umbral.[14]
- En 2019 fue incluida en la exposición colectiva Dibujantas, pioneras de la Ilustración en el Museo ABC.[15]